# 테오도어 몸젠
크리스티안 마티아스 테오도어 몸젠(Christian Matthias Theodor Mommsen, 1817년 11월 30일 ~ 1903년 11월 1일)은 독일의 고전학자이다. 현대 로마사 연구에 지대한 영향을 끼쳐 19세기 최고의 고전학자 중의 하나로 알려져 있다. 그는 1902년에 노벨 문학상을 수상했는데, 역사가가 노벨 문학상을 수상한 것은 현재까지 그가 유일하다.
프로이센와 독일 제국의 국회 의원으로 정치활동을 하였으며, 그의 로마법과 채권법에 관한 연구는 독일 민법에 큰 영향을 끼치기도 하였다. 그의 저서로 《로마사》(A History Of Rome)가 있다.